# Ardaris eximia
Espèce
Ardaris eximia est une espèce de lépidoptères de la famille des Hesperiidae, de la sous-famille des Pyrginae et de la tribu des Pyrrhopygini.

## Dénomination
Ardaris eximia a été nommé par William Chapman Hewitson en 1871 sous le nom initial de Pyrrhopyga eximia.

### Nom vernaculaire
Ardaris eximia se nomme Crystal-banded Skipper en anglais.

### Sous-espèces
- Ardaris eximia eximia
- Ardaris eximia hantra Evans, 1951[1].

## Description
Ardaris eximia est un papillon au corps trapu marron aux flanc orangés. 
Les ailes sont sur le dessus de couleur marron très foncé avec ailes antérieures antérieures une bande postdiscale et aux ailes postérieures une double bande nacrée orangé marquées de veines marron.
Le revers est semblable.

## Écologie et distribution
Ardaris eximia est présent au Venezuela.

### Protection
Pas de statut de protection particulier.